# Tesouro de Melsonby

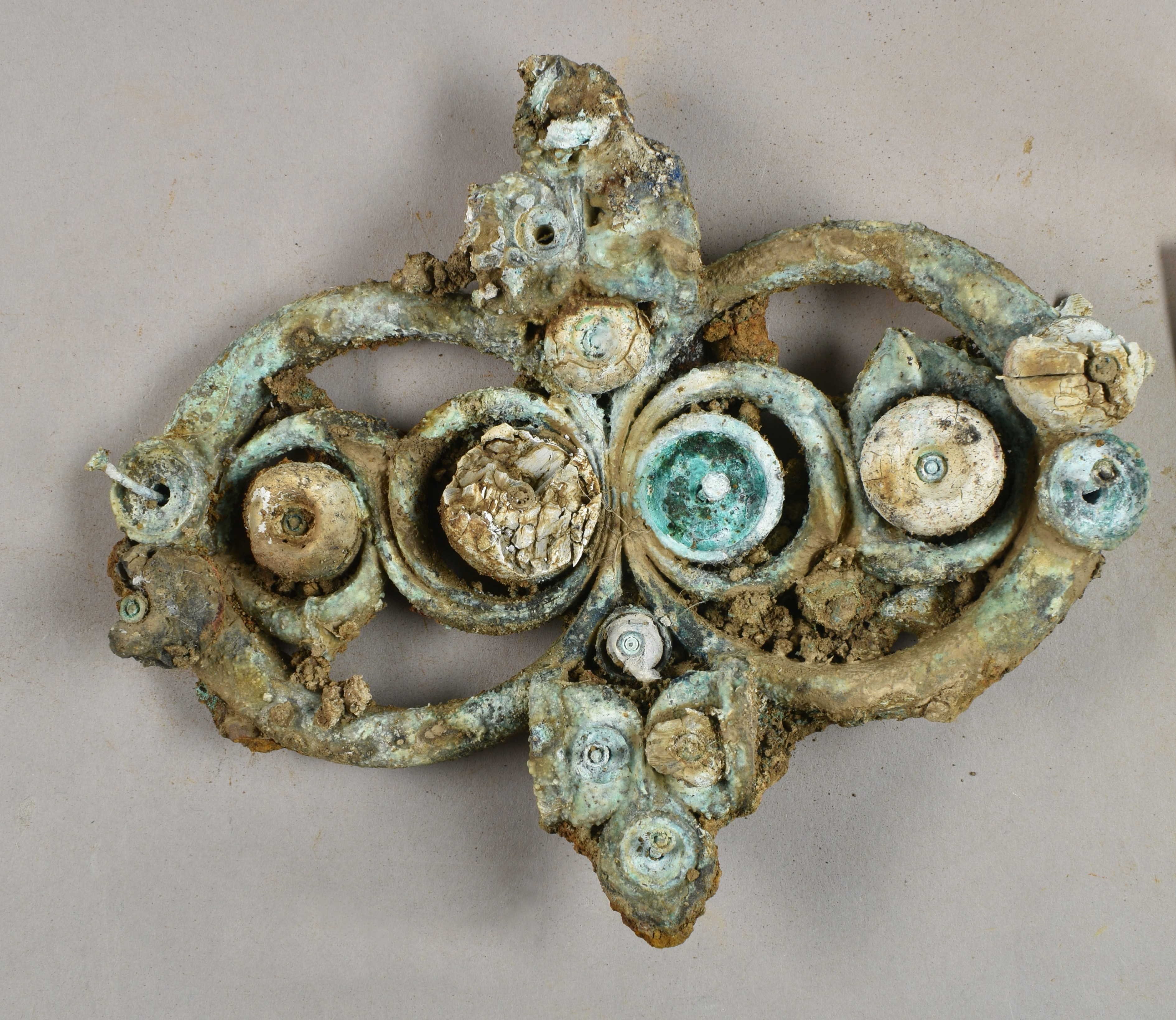
Um dos artefatos encontrado no tesouro

Tesouro de Melsonby é uma coleção arqueológica de itens da Idade do Ferro encontrados enterrados em um campo perto da vila de Melsonby, em North Yorkshire, Inglaterra, por um detector de metais em dezembro de 2021. Arqueólogos da Universidade de Durham escavaram o local em 2022 com financiamento da Historic England. Os artefatos são da época do Império Romano e evidenciam cerâmica, armamento, uso da roda, metalurgia e símbolos de status. A descoberta foi divulgada em março de 2025, coincidindo com a exposição temporária de vários itens no Museu de Yorkshire, em York.

## Tesouro

### Descoberta
O tesouro foi encontrado em um campo perto da vila de Melsonby, em North Yorkshire, Inglaterra, por Peter Heads, um detector de metais amador, em dezembro de 2021. A descoberta foi imediatamente designada como tesouro pela Lei do Tesouro de 1996. Heads relatou sua descoberta, o que levou arqueólogos da Universidade de Durham a escavar o local em 2022. As escavações foram auxiliadas com aconselhamento do Museu Britânico e financiamento da Historic England. A Universidade de Southampton auxiliou na forma de ferramentas de detecção para evitar danos aos artefatos.

### Significado
Os cientistas participantes descreveram o tesouro como sendo de importância internacional e o maior tesouro de metalurgia da Idade do Ferro encontrado até agora na Grã-Bretanha. O tesouro foi depositado aproximadamente quando os romanos conquistaram o sul da Grã-Bretanha no primeiro século d.C. O local da descoberta fica perto de um forte de colina, as Fortificações da Idade do Ferro de Stanwick.
Mais de 900 itens foram descobertos no tesouro, que consiste em dois depósitos separados, até março de 2025. Eles incluíam os restos de dois caldeirões, lanças cerimoniais, um espelho feito de ferro e itens pessoais, arreios de pônei elaborados, brocas e 28 pneus de ferro fornecendo evidências do uso de carroças de quatro rodas, bem como carruagens de duas rodas, pelo menos sete no total. Uma grande massa de objetos foi corroída e ainda não foi separada e identificada. Os materiais usados nos artefatos incluem ferro, liga de cobre, vidro, esmalte e coral (do Mediterrâneo). Um dos caldeirões, possivelmente uma tigela para misturar vinho, mostra uma mistura de estilos de decoração mediterrâneos e da Idade do Ferro. Acredita-se que muitos dos artefatos foram deliberadamente danificados ou queimados antes do enterro, para demonstrar o alto status de seu dono, embora nenhum resto humano tenha sido encontrado. A descoberta é considerada "excepcional" e a quantidade e variedade de objetos são altamente incomuns para a Idade do Ferro britânica. Provavelmente demonstra as ligações de uma elite poderosa não apenas na Grã-Bretanha, mas também na Europa e no mundo romano.

### Captação de recursos e exposição

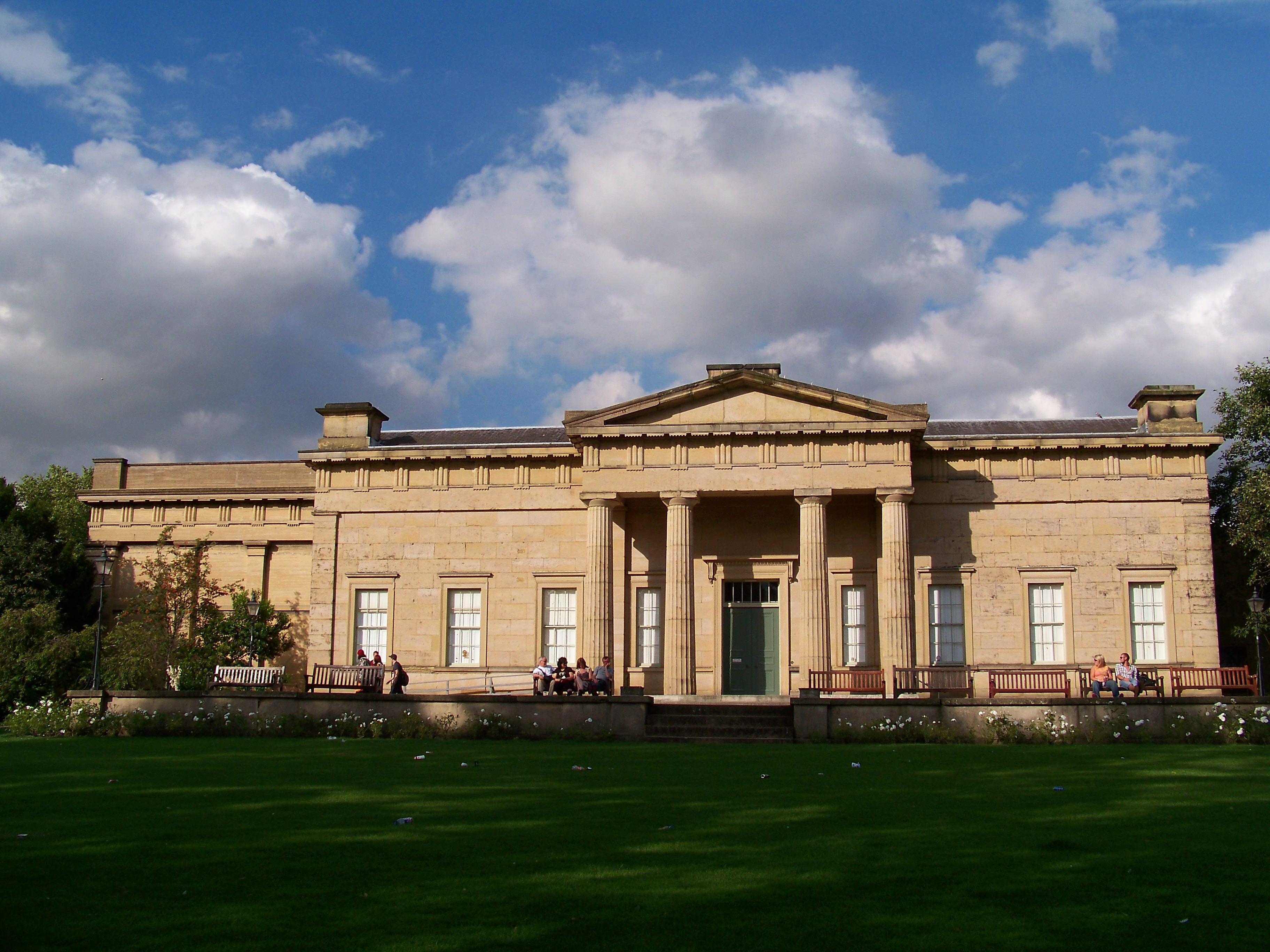
O Museu de Yorkshire, onde parte do tesouro foi alojado

Um apelo público foi lançado pelo Museu de Yorkshire em março de 2025 para arrecadar os fundos necessários para uma exposição aberta. Com uma meta de 500 mil libras esterlinas, o museu pretende comprar o tesouro para conservar, exibir permanentemente e proteger de colecionadores individuais ou vendas internacionais. O museu começou a exibir alguns itens do tesouro em 25 de março.